# تپه خارا بالار ۱ صومه علیا
تپه خارا بالار ۱ صومه علیا مربوط به هزاره دوم و اول قبل از میلاد است و در شهرستان مراغه، بخش سراجو، دهستان سراجوی شرقی، روستای صومه علیا واقع شده و این اثر در تاریخ ۲۵ آبان ۱۳۸۷ با شمارهٔ ثبت ۲۳۶۳۱ به‌عنوان یکی از آثار ملی ایران به ثبت رسیده است.